# Fünf Freunde (Fernsehserie, 2023)
Fünf Freunde ist eine britische Fernsehserie aus dem Jahr 2023 nach den gleichnamigen Büchern der Kinderbuchautorin Enid Blyton. Die Serie wurde im Dezember 2023 erstmals auf dem britischen Sender CBBC gezeigt. In Deutschland folgte das ZDF im Dezember 2024.

## Handlung
Georgina, die nur George genannt werden will, erhält Besuch von ihren Cousins Julian, Dick und Anne. Zunächst ist sie davon nicht begeistert, aber als sie zusammen mit ihrem Hund Timmy ein Abenteuer erleben, freunden sie sich an und geraten in jeder Folge in ein neues Abenteuer.

## Hintergrund
Die Dreharbeiten für die erste Staffel fanden vom Juni bis September 2023 statt. Gedreht wurde unter anderem in Cornwall, North Somerset, Gloucestershire und Monmouthshire. Eine zweite Staffel mit zwei weiteren Spielfilme wird seit September 2024 gedreht. Jemima Rooper, die George in der Fernsehserie von 1995 spielte, war in Folge 4 als Angela Clutterbuck zu Gast
Die Serie spielt in den 1930er Jahren.

## Besetzung und Synchronisation
Die deutsche Synchronisation entstand unter dem Dialogbuch von Luisa Buresch und der Dialogregie von Dagmar Preuß durch die Synchronfirma Interopa Film GmbH in Berlin.

### Hauptbesetzung
| Rollenname      | Darsteller              | Folgen | Synchronsprecher             |
| --------------- | ----------------------- | ------ | ---------------------------- |
| George Barnard  | Diaana Babnicova        | 1–     | Eleni Möller-Architektonidou |
| Julian Barnard  | Elliott Rose            | 1–     | Moritz Hecke                 |
| Dick Barnard    | Kit Rakusen             | 1–     | Artur Lacdao                 |
| Anne Barnard    | Flora Jacoby Richardson | 1–     | Kjella Damm                  |
| Timmy           | Kip                     | 1–     | –                            |
| Quentin Barnard | James Lance             | 1–     | Uve Teschner                 |
| Fanny Barnard   | Ann Akinjirin           | 1–     | Runa Aléon                   |

### Gastdarsteller
| Rollenname                | Darsteller      | Folgen | Synchronsprecher        |
| ------------------------- | --------------- | ------ | ----------------------- |
| Thomas Wentworth          | Jack Gleeson    | 1, 3–4 | Tobias John von Freyend |
| Mrs. Wentworth            | Diana Quick     | 1      |                         |
| Franklin Boswell          | William Abadie  | 1      | Armin Schlagwein        |
| Mr. Roland / Agent Keats  | Edward Speleers | 2      | Tobias Nath             |
| Sabrina Grover            | Nora Arnezeder  | 2      | Anita Hopt              |
| Great Supremo             | Jason Flemyng   | 3      | Jürgen Mai              |
| Sir Lincoln Aubrey        | Art Malik       | 3      | Pierre Peters-Arnolds   |
| Dr. Graves                | Emma Paetz      | 3      | Franciska Friede        |
| Angela Clutterbuck        | Jemima Rooper   | 4      |                         |
| Miss Clutterbuck          | Rita Tushingham | 4      |                         |
| Gabriela                  | María Pedraza   | 4      |                         |
| Charlie Vincent / Cab Vee | Amir Wilson     | 4      |                         |

## Episodenliste

### Staffel 1
| Nr. (ges.)                                                                       | Nr. (St.) | Deutscher Titel           | Originaltitel              | Erstausstrahlung | Deutschsprachige Erstausstrahlung (D) | Regie       | Drehbuch                     |
| -------------------------------------------------------------------------------- | --------- | ------------------------- | -------------------------- | ---------------- | ------------------------------------- | ----------- | ---------------------------- |
| 1                                                                                | 1         | Der Fluch der Felseninsel | The Curse of Kirrin Island | 9. Dez. 2023     | 25. Dez. 2024                         | Tim Kirkby  | Matthew Read                 |
| 2                                                                                | 2         | Das Abenteuer im Nachtzug | Peril on the Night Train   | 29. März 2024    | 25. Dez. 2024                         | Asim Abbasi | Priva K. Dosanih             |
| 3                                                                                | 3         | Das Auge der Morgenröte   | The Eye of the Sunrise     | 25. Mai 2024     | 26. Dez. 2024                         | Bill Eagles | Matthew Read & Matthey Bouch |
| Am 5. Dezember 2024 wurden alle Folgen vorab in der ZDFmediathek veröffentlicht. |           |                           |                            |                  |                                       |             |                              |

### Staffel 2
| Nr. (ges.) | Nr. (St.) | Deutscher Titel | Originaltitel                 | Erstausstrahlung | Deutschsprachige Erstausstrahlung (D) | Regie       | Drehbuch    |
| ---------- | --------- | --------------- | ----------------------------- | ---------------- | ------------------------------------- | ----------- | ----------- |
| 4          | 1         | –               | Mystery at the Prospect Hotel | 23. Dez. 2024    | –                                     | Asim Abbasi | Guy Andrews |
| 5          | 2         | –               | Big Trouble on Billycock Hill | –                | –                                     | Tom Vaughan | –           |

## Unterschiede zur Buchreihe
- George und ihre Mutter Fanny sind hier dunkelhäutig
- George besteht zwar auf ihren männlichen Namen, trägt aber eher weiblich gelesene Blusen und Haarschmuck
- Anne hat statt blonder dunkelbraune Haare
- Dick trägt hier eine Brille und ist sehr belesen
- Die Familie heißt Barnard und nicht Kirrin
- Timmy ist ein Bearded Collie und kein brauner Mischling